# Diploma Supplement
Diploma Supplement är en bilaga som bifogas examensbeviset från statliga universitet och högskolor. Dokumentet är skrivet på engelska och grundtanken är att underlätta för högskoleutbildade att flytta mellan olika länder för att arbeta eller studera, främst inom Europa, men även till och från andra delar av världen. Ett Diploma Supplement ska vara en precis och enkel informationskälla som underlättar förståelsen av individuella examina och erkännande av högskoleutbildningar.

## Bakgrund och utveckling
Idén att utfärda en internationellt gångbar utbildningsbeskrivning väcktes av Unesco redan 1979, men det var Europeiska kommissionen, Europarådet och UNESCO-CEPES som utarbetade den nu använda modellen. Införandet av Diploma Supplement har skett inom ramen för Bolognaprocessen, vars syfte är att harmonisera den högre utbildningen i Europa. Mallen har sedan anpassats till svenska förhållanden. 
Diploma Supplement är numera ett av fem dokument som kan ingå i ett Europass. 

## Diploma Supplement i Sverige
I Sverige kan dokumentet produceras relativt enkelt jämfört med flertalet europeiska länder på grund av det högskolegemensamma systemet för studieadministration, LADOK. Föreskrifter gällande examensbilagan utfärdas av Universitets- och högskolerådet. Från den 1 juli 2007 ska examina på grundnivå, på avancerad nivå samt på forskarnivå åtföljas av ett Diploma Supplement. 
Högskoleverket beskriver fördelarna med Diploma Supplement så här:
| ” | Examensbilagan, som beskriver utbildningen och det svenska utbildningssystemet, ger utländska lärosäten ett bättre underlag för beslut om erkännande, något som stärker studentens rättssäkerhet. Bilagan gör att det utländska lärosätet förstår sambandet mellan utbildningssystemets examina och det individuella betyget. Lärosätet får också information om den institution där examen har utfärdats. Examensbilagan ökar den arbetssökandes chanser att få jobb i enlighet med sina meriter på den europeiska arbetsmarknaden. | „ |

Ett Diploma Supplement är inte någon ersättning för det egentliga examensbeviset, inget curriculum vitae (CV), och ingen garanti för att en utbildning erkänns.
Bilagan ska innehålla åtta sektioner som följer i en bestämd ordning, och Högskoleverket har utarbetat en mall som rekommendation till högskolor och universitet.